# Brachineura maura
Brachineura maura är en tvåvingeart som först beskrevs av Ewald Rübsaamen 1910.  Brachineura maura ingår i släktet Brachineura och familjen gallmyggor.
Artens utbredningsområde är Tyskland. Inga underarter finns listade i Catalogue of Life.